# Stygnomma ornatum
Stygnomma ornatum is een hooiwagen uit de familie Stygnommatidae.